# Pierre Jules Baroche
Pierre Jules Baroche (La Rochelle, 18 november 1802 - Jersey (Kanaaleilanden), 29 oktober 1870) was een Frans politicus.

## Politicus
Na de staatsgreep van 2 december 1851 werd Baroche de eerste minister-voorzitter van de Raad van State. De Raad van State was op dat moment een zeer machtig orgaan: zij had immers als enige het wetgevend initiatiefrecht. Leden van het Wetgevend Lichaam hadden dit recht niet en konden enkel wetsontwerpen van de Raad van State goed- of afkeuren.
In januari 1860 was hij kortstondig minister van Buitenlandse Zaken ad interim. Hij bekleedde deze post ter vervanging van Alexandre Colonna-Walewski. Op 24 januari 1860 werd Édouard Thouvenel de nieuwe minister op dit departement. Nadien werd Baroche minister zonder portefeuille, met als voornaamste taak het regeringsbeleid te verdedigen in het Wetgevend Lichaam en de Senaat.
In 1854 werd Baroche benoemd tot senator voor het leven. 1855 werd hij onderscheiden met het grootkruis in het Legioen van Eer.
Na de vorming van de regering-Bonaparte IV op 17 juli 1869 was Baroche niet langer minister en concentreerde hij zich op zijn mandaat als senator. Na de val van het Tweede Franse Keizerrijk en de afkondiging van de Derde Franse Republiek in september 1870 vluchtte hij naar het Kanaaleiland Jersey, waar hij enige tijd later zou overlijden.